# Іл'яс Пашич
Іл'яс Пашич (чорн. Ilijas Pašić, 10 травня 1934, Херцег-Новий — 2 лютого 2015, Госсау) — югославський футболіст, що грав на позиції півзахисника, зокрема, за клуби «Желєзнічар» та «Динамо» (Загреб), а також національну збірну Югославії. По завершенні ігрової кар'єри — тренер.
Дворазовий володар Кубка Югославії. 

## Клубна кар'єра
У футболі дебютував 1953 року виступами за команду «Желєзнічар», в якій провів п'ять сезонів. 
1958 року перейшов до клубу «Динамо» (Загреб), за який відіграв 2 сезони.  Завершив професійну кар'єру футболіста виступами за команду «Динамо» (Загреб) у 1963 році.

## Виступи за збірну
1954 року дебютував в офіційних матчах у складі національної збірної Югославії. Протягом кар'єри у національній команді провів у її формі 8 матчів, забивши 1 гол.
Був присутній в заявці збірної на чемпіонаті світу 1958 року у Швеції, але на поле не виходив.

### Статистика виступів за збірну
| Матчі і голи за збірну | Матчі і голи за збірну | Матчі і голи за збірну | Матчі і голи за збірну | Матчі і голи за збірну | Матчі і голи за збірну | Матчі і голи за збірну | Матчі і голи за збірну |
| #                      | Дата                   | Місто                  | Суперник               | Голи                   | Результат              | Турнір                 | Прим.                  |
| ---------------------- | ---------------------- | ---------------------- | ---------------------- | ---------------------- | ---------------------- | ---------------------- | ---------------------- |
| 1.                     | 17.10.1954             | Сараєво                | Туреччина              | 1                      | 5-1                    | Товариський матч       | 46'                    |
| 2.                     | 17.06.1956             | Загреб                 | Австрія                | -                      | 1-1                    | Кубок Центр. Європи    |                        |
| 3.                     | 15.09.1957             | Белград                | Австрія                | -                      | 3-3                    | Товариський матч       |                        |
| 4.                     | 29.09.1957             | Бухарест               | Румунія                | -                      | 1-1                    | Кваліфікація ЧС-1958   |                        |
| 5.                     | 10.11.1957             | Белград                | Греція                 | -                      | 4-1                    | Кваліфікація ЧС-1958   |                        |
| 6.                     | 20.04.1958             | Будапешт               | Угорщина               | -                      | 0-2                    | Товариський матч       |                        |
| 7.                     | 11.05.1958             | Белград                | Англія                 | -                      | 5-0                    | Товариський матч       |                        |
| 8.                     | 20.12.1959             | Ганновер               | Німеччина              | -                      | 1-1                    | Товариський матч       |                        |

## Кар'єра тренера
Розпочав тренерську кар'єру, повернувшись до футболу після невеликої перерви, 1968 року, очоливши тренерський штаб клубу «Брюль».
З 1970 по 1974 очолював команди «Рієка», «Славонський Брод» і «Госсау».
1974 року став головним тренером команди «Люцерн», тренував люцернську команду один рік.
Останнім місцем тренерської роботи був клуб «Госсау», головним тренером команди якого Іл'яс Пашич був з 1978 по 1989 рік.
Помер 2 лютого 2015 року на 81-му році життя у місті Госсау.

## Титули і досягнення
- Володар Кубка Югославії (2):

«Динамо» (Загреб): 1960, 1963